# Bernard Garin
Bernard Garin (? - † le 2 mars 1138), dit également Bernard Guérin, fut abbé de Saint-Victor (1127-1129), archevêque d'Arles (août 1129 - † le 2 mars 1138) et légat du pape. 

## Biographie
Bernard Garin est abbé de l'abbaye marseillaise Saint-Victor entre 1127 et 1129 avant d'être promu archevêque d'Arles en août 1129. 
Un de ses premiers actes est de confirmer le 29 octobre 1129 la donation de l'église de Saint-Thomas de Trinquetaille aux Hospitaliers.
Sous son archiépiscopat se produit un évènement majeur de l'histoire d'Arles  : la création en 1131 du consulat, début discret du processus d'émancipation communale, qui jusqu'en 1251 va dominer le destin de la cité.

### Sources
- Jean-Maurice Rouquette (sous la direction de), ARLES, histoire,territoires et cultures, 2008, Imprimerie nationale Editions, Paris  (ISBN 978-2-7427-5176-1), page 296